# Assim na Terra como no Céu
Assim na Terra Como no Céu é uma telenovela brasileira produzida e exibida pela TV Globo de 20 de julho de 1970 a 23 de março de 1971, em 212 capítulos. Substituiu Verão Vermelho e foi substituída por O Cafona, sendo a 13ª "novela das dez" exibida pela emissora.
Escrita por Dias Gomes e dirigida por Walter Campos. Foi produzida em preto-e-branco.

## Trama
Com a intenção de casarem-se, o padre Vitor Mariano decide largar a batina enquanto a jovem Nívea desfaz seu namoro com o inconsequente Ricardinho, que, por sua vez, não se conforma de ser preterido. Porém, Nívea, misteriosamente, aparece morta na praia. Alguns dias antes, o pai dela, Emiliano, que trabalhava no banco do milionário Oliveira Ramos, teve descoberto pelo patrão um desfalque no valor de vinte milhões de cruzeiros. O banqueiro exigiu a reposição do dinheiro em dois dias e o bancário, desesperado, tentou inclusive matar-se com um tiro.
Nívea, para ajudar o pai, acaba aceitando o convite do bon vivant Renatão para, por dez milhões, posar nua para uma revista masculina estrangeira. Juntos os dez milhões conseguidos por Nívea aos outros dez das economias de Emiliano, o dinheiro de Oliveira Ramos é devolvido e o banqueiro esqueceria o ocorrido, mantendo-o no emprego. Enquanto Vitor, o jornalista Araquém Teixeira e o delegado Zélio Fontoura investigam a morte de Nívea, o ex-padre e Helô, respectivamente noivo e melhor amiga da falecida, se apaixonam e casam.
Muitos são os suspeitos do crime: Ricardinho, o namorado rebelde que não aceitou o fim da relação; Renatão, com medo de que Nívea revelasse como conseguiu os dez milhões; Oliveira Ramos, querendo se vingar de Emiliano; o malandro Samuca, intermediário nas negociações das fotos com a revista estrangeira; Suzy, temendo que seu caso com Renatão chegasse aos ouvidos de Oliveira Ramos, seu noivo; Helô, em um de seus surtos de transtorno psicológico; e a atriz Jurema de Alencar, enciumada pela relação de Nívea com seu amante, Ricardinho.
Enquanto isso, Renatão luta contra a ex-mulher, Marisa – que ele chama de Madame X – pela guarda da filha, Carlinha; Elisa, a primeira esposa de Oliveira Ramos e mãe de Helô, que passou os últimos anos em um sanatório, volta para conviver com a filha; Samuca, com seus sonhos de enriquecer, se casa com a mexicana Consuelo, visando o golpe do baú, embora não saiba estar a velha falida; Leopoldo Reis, ator famoso no passado, pai de Ricardinho, sai da cadeia após quinze anos; e Jurema é injustamente presa e condenada pela morte de Nívea.

## Elenco
| Interprete           | Personagem                               |
| -------------------- | ---------------------------------------- |
| Francisco Cuoco      | Vítor Mariano                            |
| Dina Sfat            | Heloísa de Oliveira Ramos (Helô)         |
| Renata Sorrah        | Nívea Louzada                            |
| Mário Lago           | Carlos Eduardo de Oliveira Ramos         |
| Jardel Filho         | Renato Itararé de Souza (Renatão)        |
| Paulo José           | Samuca                                   |
| Carlos Vereza        | Ricardo Reis (Ricardinho)                |
| Maria Cláudia        | Suzi                                     |
| Ary Fontoura         | Rodolfo Augusto (Gugu)                   |
| Heloísa Helena       | Danuza Miranda                           |
| Arlete Salles        | Jurema de Alencar (Leontina)             |
| Djenane Machado      | Vera Fontoura (Verinha)                  |
| Herval Rossano       | Dr. Otto                                 |
| Ivan Cândido         | Araquém Teixeira                         |
| Henriqueta Brieba    | Tia Coló                                 |
| João Paulo Adour     | Marcos                                   |
| Lajar Muzuris        | Konstantópoulos                          |
| Lídia Mattos         | Miss July                                |
| Maria Luiza Castelli | Elisa de Oliveira Ramos                  |
| Osmar Prado          | Mário Fontoura (Mário Maluco/Mariozinho) |
| Paulo Gonçalves      | Leopoldo Reis                            |
| Sandra Bréa          | Babi                                     |
| Estelita Bell        | Consuelo                                 |
| Suzana Moraes        | Joana (Joaninha)                         |
| Urbano Lóes          | Delegado Zélio Fontoura                  |
| Sérgio de Oliveira   | Dr. Celso Barroso                        |
| Ruth de Souza        | Isabel                                   |
| Paulo Padilha        | Emiliano Louzada                         |
| Maria Pompeu         | Marisa Heden (Madame X)                  |
| Antero de Oliveira   | Mãozinha de Veludo                       |
| Fernando José        | Gouveia Neto                             |
| Juan Daniel          | Dom José                                 |
| Léa Garcia           | Vespertina                               |
| Wilza Carla          | Lindaura                                 |
| Adalberto Silva      | Zé Gregório                              |
| Vanda Lacerda        | Marieta Louzada                          |
| Vera Brahim          | Maria Regina                             |
| Alex André           | Dom Eliseu                               |
| Agnes Fontoura       | Adelaide Fontoura                        |
| Carlinhos Oliveira   | Lauro Lemos                              |

## Trilha sonora
A trilha sonora original da telenovela Assim na Terra como no Céu, foi lançado pela gravadora Philips Records em setembro de 1970, conta com diretores de produção Roberto Menescal e Nelson Motta, e arranjos de José Roberto, o próprio Menescal, Antônio Adolfo, Waltel Branco e Pachequinho. A trilha contém as músicas instrumentais (feitos por José Roberto, Orquestra CBD e Roberto Menescal) e canções vocais (cantados por Tim Maia, Claudete Soares, Ivan Lins, o trio musical Umas e Outras, Maria Creuza, o grupo musical Á Tribo, Denise Emmer e Milton Santana) que tocaram nas cenas da novela, evocando temas como os dilemas da fé e da religiosidade, a repressão moral da sociedade, os conflitos internos dos personagens, os impasses afetivos e existenciais, a busca por liberdade pessoal e espiritual, a opressão de gênero, a transgressão dos votos religiosos, a tensão entre desejo e culpa, e a atmosfera urbana e filosófica na trama.
O álbum começa com a música instrumental "Mon Ami (Abertura)", composto e executado por José Roberto, que é o tema de abertura da novela e também acompanha momentos de reflexão do protagonista, o ex-padre Vítor Mariano, evocando sua dualidade espiritual, marcada pelo abandono da batina e pela busca por sentido entre a fé e o desejo. A segunda canção é a canção homônima "Assim na Terra como no Céu", interpretado pelo cantor Tim Maia, com composição de Roberto Menescal, Nonato Buzar e Paulinho Tapajós, é o tema principal da novela, representando a tensão entre os instintos humanos e os princípios morais. A terceira faixa é "Quem Viu Helô?", compostos por Antônio Adolfo e Tibério Gaspar, cantada por Claudette Soares, é o tema da personagem homônima Helô (vivida por Dina Sfat), melhor amiga de Nívea e novo amor de Vítor, refletem a sensibilidade e a força interior de Helô, marcada por perdas, dúvidas e pela reconstrução afetiva após a tragédia. A quarta canção, "Tema de Suzi", interpretada pelo trio Umas e Outras, compostos por Roberto Menescal e Paulinho Tapajós, é o tema da personagem homônima Suzi (vivida por Maria Cláudia), conhecida por seu comportamento impulsivo e irreverente. A quinta faixa é "Tomara (Tema de Joanna)", composto por Vinícius de Moraes e interpretada por Maria Creuza, é o tema da personagem homônima Joanna (vivida por Suzana Moraes), e embala cenas de romance e introspecção. A sexta canção é "Amiga (Tema de Vítor e Helô)", compostos por Roberto Menescal e Paulinho Tapajós, e interpretada por Claudette Soares e Ivan Lins, é o tema do casal Vítor Mariano e Helô (vividos por Francisco Cuoco e Dina Sfat), representando os momentos de cumplicidade, afeto e reconstrução afetiva entre os dois. A sétima canção é "Sei Lá (Tema de Maria Luiza)", composição de Nelson Angelo e interpretação do conjunto musical Á Tribo, é o tema da personagem homônima Maria Luiza (vivida por Aizita Nascimento), associada à juventude inconformada e à busca por liberdade. 
A oitava canção é "Quarentão Simpático (Tema de Renatão)", compostos por Marcos Valle e Paulo Sérgio Valle, e interpretada pelo trio Umas e Outras, que é o tema do personagem homônimo Renatão (vivido por Jardel Filho), um homem carismático, sedutor e hedonista, que representa o charme ambíguo da maturidade. A nona faixa é "Tema de Zorra", uma composição de Waltel Branco executada pela Orquestra CBD, é o tema instrumental associado aos jovens rebeldes da novela, acompanha cenas agitadas, perseguições e o comportamento contestador dos personagens da juventude urbana carioca retratados na trama. A décima faixa é "Tema Verde (Tema de Nívea)", compostos por Guilherme Dias Gomes (filho do autor Dias Gomes) e Denise Emmer, e interpretada pela própria Denise, é o tema da personagem homônima Nívea (vivida por Renata Sorrah), cuja morte desencadeia toda a trama da novela, acompanha lembranças, flashbacks e revelações sobre a jovem, sendo uma presença constante mesmo após sua ausência física na história. A décima-primeira canção é "Que Sonhos São os Meus? (Tema de Jurema)", composto por Eustáquio Sena e interpretado por Milton Santana, é o tema da personagem homônima Jurema (vivida por Arlete Salles), cuja trajetória é marcada por dilemas sociais e afetivos, expressa suas frustrações, anseios e o desejo de romper com padrões impostos. A décima-segunda canção é "Trem Noturno (Tema de Samuca)", compostos por Paulo Machado e Márcio Borges, é interpretada mais uma vez pelo trio Umas e Outras, é o tema do personagem homônimo Samuca (vivido por Paulo José), refletindo sua ansiedade, ambição e espírito errante, marcando cenas de deslocamento e transição na narrativa. A trilha sonora Assim na Terra como no Céu encerra com a versão instrumental da música-título "Assim na Terra como no Céu", compostos por Roberto Menescal, Nonato Buzar e Paulinho Tapajós, e interpretada pelo próprio Menescal, a faixa instrumental é o tema incidental do personagem Padre Vítor (vivido por Francisco Cuoco) e aparece em cenas de introspecção e dilemas espirituais, reforçando o caráter contemplativo da jornada interior do protagonista e marca o retorno simbólico ao motivo musical central da telenovela.
Lista de faixas
| Lado A |                                 |                                                |                              |         |  |
| N.º    | Título                          | Compositor(es)                                 | Intérprete(s)                | Duração |  |
| 1.     | "Mon Ami (Abertura)"            | José Roberto Paulinho Tapajós [ 7 ]            | José Roberto                 | 2:18    |  |
| 2.     | "Assim na Terra como no Céu"    | Roberto Menescal Nonato Buzar Paulinho Tapajós | Tim Maia                     | 2:06    |  |
| 3.     | "Quem Viu Helô? (Tema de Helô)" | Antônio Adolfo Tibério Gaspar                  | Claudette Soares             | 1:40    |  |
| 4.     | "Tema de Suzi"                  | Roberto Menescal Paulinho Tapajós              | Umas e Outras                | 2:15    |  |
| 5.     | "Tomara (Tema de Joanna)"       | Vinícius de Moraes                             | Maria Creuza                 | 2:14    |  |
| 6.     | "Amiga (Tema de Vitor e Helô)"  | Roberto Menescal Paulinho Tapajós              | Claudette Soares e Ivan Lins | 1:55    |  |
| 7.     | "Sei Lá (Tema de Maria Lúcia)"  | Nelson Angelo                                  | Á Tribo                      | 1:43    |  |

| Lado B |                                                    |                                                |                  |         |  |
| N.º    | Título                                             | Compositor(es)                                 | Intérprete(s)    | Duração |  |
| 8.     | "Quarentão Simpático (Tema de Renatão)"            | Marcos Valle Paulo Sérgio Valle [ 7 ]          | Umas e Outras    | 2:51    |  |
| 9.     | "Tema da Zorra" (Tema dos jovens rebeldes)         | Waltel Branco                                  | Orquestra CBD    | 3:09    |  |
| 10.    | "Tema Verde (Tema de Nívea)"                       | Guilherme Dias Gomes Denise Emmer [ a ]        | Denise Emmer     | 1:50    |  |
| 11.    | "Que Sonhos são os Meus? (Tema de Jurema)"         | Eustáquio Sena                                 | Milton Santana   | 2:24    |  |
| 12.    | "Trem Noturno (Tema de Samuca)"                    | Paulo Machado Márcio Borges                    | Umas e Outras    | 2:31    |  |
| 13.    | "Assim na Terra como no Céu (Tema do Padre Vitor)" | Roberto Menescal Nonato Buzar Paulinho Tapajós | Roberto Menescal | 2:08    |  |